# Prix Claude-Farrère
Le prix Claude-Farrère est un prix littéraire créé en 1959 à l’initiative de l’Association des écrivains combattants. Il est remis chaque année à l’occasion de l'assemblée générale de l’association et porte le nom de l’écrivain Claude Farrère (1876-1957).
Le prix Claude-Farrère est réservé à « un roman d'imagination et n'ayant obtenu antérieurement aucun grand prix littéraire. »

## Liste des lauréats
- 1959 - Jean-Louis Cotte, La longue piste, Albin Michel
- 1961 - Maurice Denuziere, Une tombe en Toscane, Julliard
- 1962 - Maurice Duclain, Les Moines en cuirasses, Galic
- 1963 - Georges Bonneau, Douce-comme-le-miel ou la Lune brille à l'Est, Fayard
- 1964 - Jacques Deval, Les Voyageurs, Albin Michel
- 1965 - Dominique Farale, Les trompettes se sont tues, Presses de la Cité
- 1966 - Gabriel Perreux, La vie des civils en France pendant la Grande Guerre, Hachette
- 1967 - Jacqueline Marenis, Saison ardente, Casterman
- 1969 - Michel Larneuil, La petite marche du Télengana, Albin Michel
- 1970 - Henri Spade et Pierre Fritsch, Nos cousins d'Allemagne, Grasset
- 1971 - Robert Beylen, Hong Kong s'est rendu ce soir, Presses de la Cité
- 1973 - Jean-Marc Soyez, Les renards, France-Empire
- 1975 - René Barjavel et Olenka de Veer, Les Dames à la licorne, Presses de la Cité
- 1977 - Paul Humbourg, Les dragons de Saint-Georges, JC Lattès
- 1979 - Anne Loesch, Les couleurs d'Odessa, Calmann-Lévy
- 1980 - Roby Wolff, Le Robinson de la Tour, France-Empire
- 1983 - Michel Tauriac, La Catastrophe, La Table Ronde
- 1984 - Erwan Bergot, Le Flambeau, Presses de la Cité
- 1985 - Alain Gandy, L'Escadron, Presses de la Cité
- 1986 - Marie-Paul Armand, La Poussière des corons, Presses de la Cité
- 1988 - Pierre Miquel, La Lionne de Belfort, Lavauzelle
- 1989 - Henry Noullet
- 1990 - Hubert Bassot, Le 13 octobre 2017, France-Empire
- 1991 - Philippe Mestre, L'attentat de la rue Saint-Nicaise, Robert Laffont
- 1993 - Jean-Pierre Danaud
- 1994 - Jean-Jacques Antier
- 1995 - Édouard Axelrad
- 1996 - Guy Lesage
- 1997 - Dominique Baudis, Raymond le Cathare, Robert Laffont-Ramsay
- 1998 - Gisèle Tuaillon-Nass, L'Étranger alsacien, France-Empire
- 1999 - Etienne Doussau, Ils croyaient en l'Algérie, L'Harmattan
- 2001 - Gilbert Forray
- 2002 - Madeleine Lassere
- 2003 - Pierre Messmer
- 2004 - Alice Ferney, Dans la guerre, Actes Sud
- 2005 - Jean-Bernard Papi, Socrate et les technocrates, Éditinter
- 2006 - Chahdortt Djavann, Comment peut-on être Français, Flammarion
- 2008 - Christian Signol, Un Matin sur la terre, Albin Michel
- 2009 - Philippe Claudel, Le Rapport de Brodeck, Stock
- 2010 - Béatrice Fontanel, L'Homme barbelé, Grasset & Fasquelle
- 2011 - Marie-Odile Beauvais, Le Secret de Gretl, Fayard
- 2012 - Benoît Duteurtre, L’Été 76, Gallimard
- 2013 - Philippe de Villiers, Le Roman de Charette, Albin Michel
- 2014 - Serge Revel, Les Frères Joseph, Éd. du Rouergue
- 2015 - Gilles Martin-Chauffier, La Femme qui dit non, Grasset
- 2016 - Patrick Tudoret, L'Homme qui fuyait le Nobel, Grasset
- 2017 - François-Guillaume Lorrain, Vends maison de famille, Flammarion